# Несчастье Альфреда
«Несчастье Альфреда» («Злоключения Альфреда»; фр. Les Malheurs d'Alfred) — французская комедия 1972 года с Пьером Ришаром в главной роли. Второй фильм Пьера Ришара как режиссёра-постановщика.

## Сюжет
Альфреду Дюмонтье с рождения катастрофически не везло: в семь лет он чуть было не попал в плен к фашистам, отец и мать умерли рано, девушка бросила его и ушла в монастырь. Пресытившись несчастьями, Альфред решил утопиться. И надо же было такому случиться, что именно на том самом мосту, с которого бросился в воду Альфред, в ту самую ночь, и в тот же час, туда пришла такая же невезучая бедолага — Агата Бодар, которую бросил известный телеведущий. Знай они, что сулит им эта случайная встреча… то они, наверное, всё равно бы пошли на тот мост, чтобы встретиться и никогда не расставаться.

## В ролях
- Пьер Ришар — Альфред Дюмонтье
- Анни Дюпре — Агата Бодар
- Поль Пребуа — крестьянин
- Поль ле Персон — полицейский
- Жан Карме — очкастый участник викторины
- Ив Робер — парижский телезритель
- Робер Дальбан — Густав, шофёр
- Даниэль Минаццоли[фр.] — Паулина, бывшая девушка